# Richard Draeger
Richard Arthur „Dick” Draeger (ur. 22 września 1937 w Pasadenie, zm. 8 lutego 2016 w Novato) – amerykański wioślarz, brązowy medalista olimpijski.
Wystąpił na igrzyskach olimpijskich w Rzymie w 1960, gdzie Amerykanie w składzie: Richard Draeger, Conn Findlay i Kent Mitchell (sternik) zdobyli brązowy medal w dwójkach ze sternikiem. W finale o 5,44 sekundy wyprzedziła ich osada Wspólnej Reprezentacji Niemiec, a o 4,41 sekundy osada ZSRR. Był to jego jedyny start olimpijski.
W 1960 zdobył także mistrzostwo kraju w dwójkach ze sternikiem. W 1978 powrócił do wioślarstwa, startując w zawodach dla weteranów, między innymi Henley Royal Regatta i Head of the Charles Regatta.